# Mimobolbus remedellii
Mimobolbus remedellii är en skalbaggsart som beskrevs av Müller 1941. Mimobolbus remedellii ingår i släktet Mimobolbus och familjen Bolboceratidae. Inga underarter finns listade i Catalogue of Life.